# Richard-Strauss-Straße (stanice metra v Mnichově)
Richard-Strauss-Straße (zkratka RS) je stanice mnichovského metra ležící na lince U4, otevřená 27. října 1988. Architektem byl Erhard Fischer a designéry Manfred Mayerle a Andreas Sobeck. Stěny a podlaha jsou vykládány kvalitní žulou, místy ušlechtilou ocelí. V severní části stojí opěrný pilíř.